# Budníček zlatohlavý
Budníček zlatohlavý (Phylloscopus proregulus) je malým asijským druhem pěvce z čeledi budníčkovitých (Phylloscopidae).

## Popis
Chováním a zbarvením se poněkud podobá králíčkům (Regulus). Od podobných druhů budníčků se liší výraznými žlutavými proužky v křídle a nad okem, navíc má úzký žlutavý proužek uprostřed temene a žlutý kostřec.

## Výskyt v Evropě
Na podzim zaletuje i do Evropy, přičemž byl pětkrát zjištěn také na českém území.

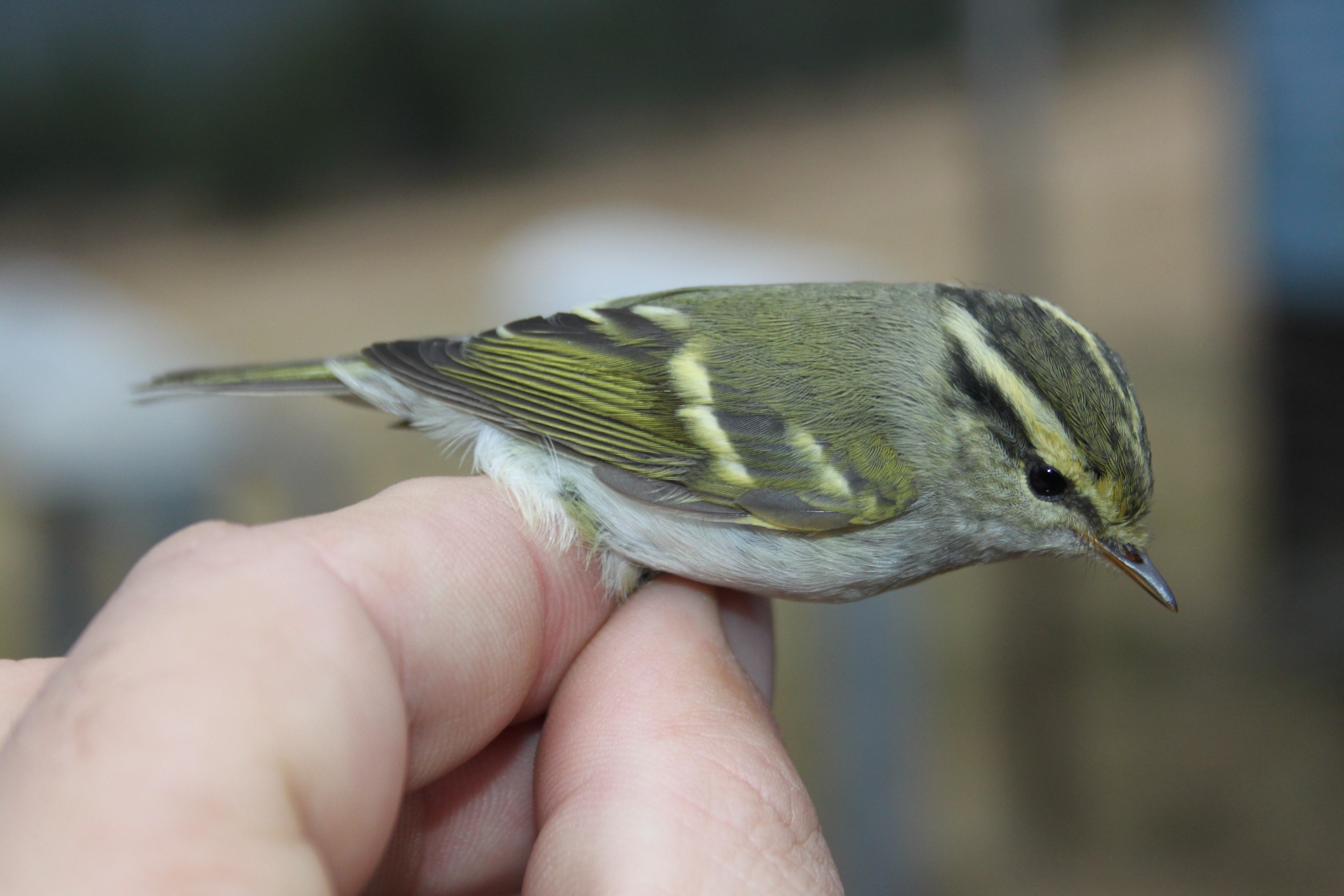
Budníček zlatohlavý, kroužkovaný 2. listopadu 2013 na Červenohorském sedle